# ФК Радник Ушће
ФК Радник Ушће је фудбалски клуб из Ушћа, Србија, и тренутно се такмичи у Рашкој окружној лиги, петом такмичарском нивоу српског фудбала. Клуб је основан 1954. године. Боје клуба су плава и бела.